# Ardisia sublepidota
Ardisia sublepidota är en viveväxtart som beskrevs av Elmer Drew Merrill. Ardisia sublepidota ingår i släktet Ardisia och familjen viveväxter. Inga underarter finns listade i Catalogue of Life.